# Pustynia Tabernas
Pustynia Tabernas (hiszp. Desierto de Tabernas) – hiszpańska pustynia, położona w południowo-wschodniej części Hiszpanii w prowincji Almería. Obszar chroniony obejmuje powierzchnię ok. 280 km². Często bywa nazywaną jedyną pustynią w Europie.

## Geografia
Pustynia Tabernas znajduje się ok. 30 km na północ od miasta Almería (będącego stolicą prowincji o tej samej nazwie), w gminie Tabernas w Andaluzji. Ulokowana jest między dwoma górskimi pasami – Sierra de Los Filabres i Sierra Alhamilla. Osiem milionów lat temu, w miocenie, miejsce pustyni pokrywało morze, sięgając aż podnóża Sierra de Los Filabres. Tabernas składa się z naniesionego piasku i gliny przez te morskie wody. Około miliona lat później wyłoniła się Sierra Alhamilla, odcinając obszar pustyni od morza utworzyła morze śródlądowe. W dalszym ciągu osadzały się na tamtym terenie pokłady piasku, glinu, wapnia i gipsu. Morze cofnęło się stamtąd pod koniec pliocenu, co rozpoczęło proces erozji dna morskiego.

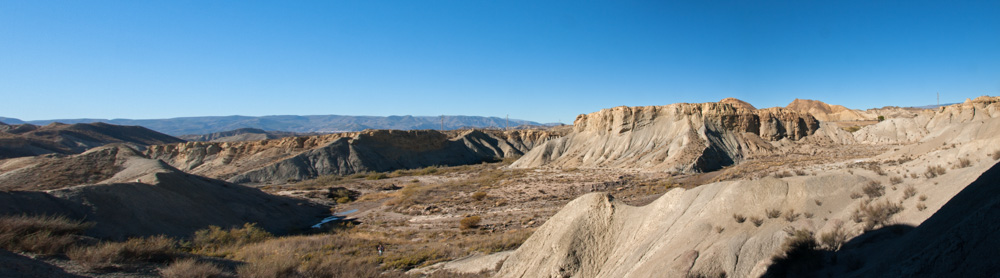
Panorama pustyni Tabernas

## Klimat
W zależności od miejsca, średnia roczna temperatura pustyni waha się od ponad 17 °C do prawie 28 °C. Średnie opady deszczu wynoszą ok. 250 mm rocznie.

## Fauna i flora

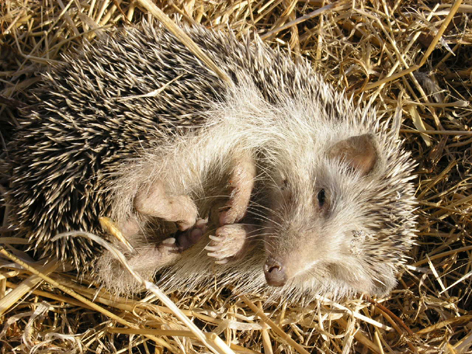
Afrojeż algierski występujący na pustyni Tabernas.

Pustynia Tabernas posiada, rzadko spotykaną wśród pustyń, dosyć bogatą roślinność, pełnej kserofitów. Występuje tam m.in. lawenda morska czy opuncja.
Faunę pustyni reprezentują m.in. skorpiony, ptaszniki czy czarne wdowy. Po niebie pustyni latają sokoły wędrowne, pustułki, orły Bonelli i puchacze. Skaliste obszary pustyni zamieszkiwane są przez drozdy skalne, wróble skalne i trznadle.
Tabernas zamieszkują także gady takie jak jaszczurki perłowe czy połozy drabinkowe.
Na pustyni występują również dwa gatunki jeży – afrojeż algierski i jeż zachodni.

## Kinematografia

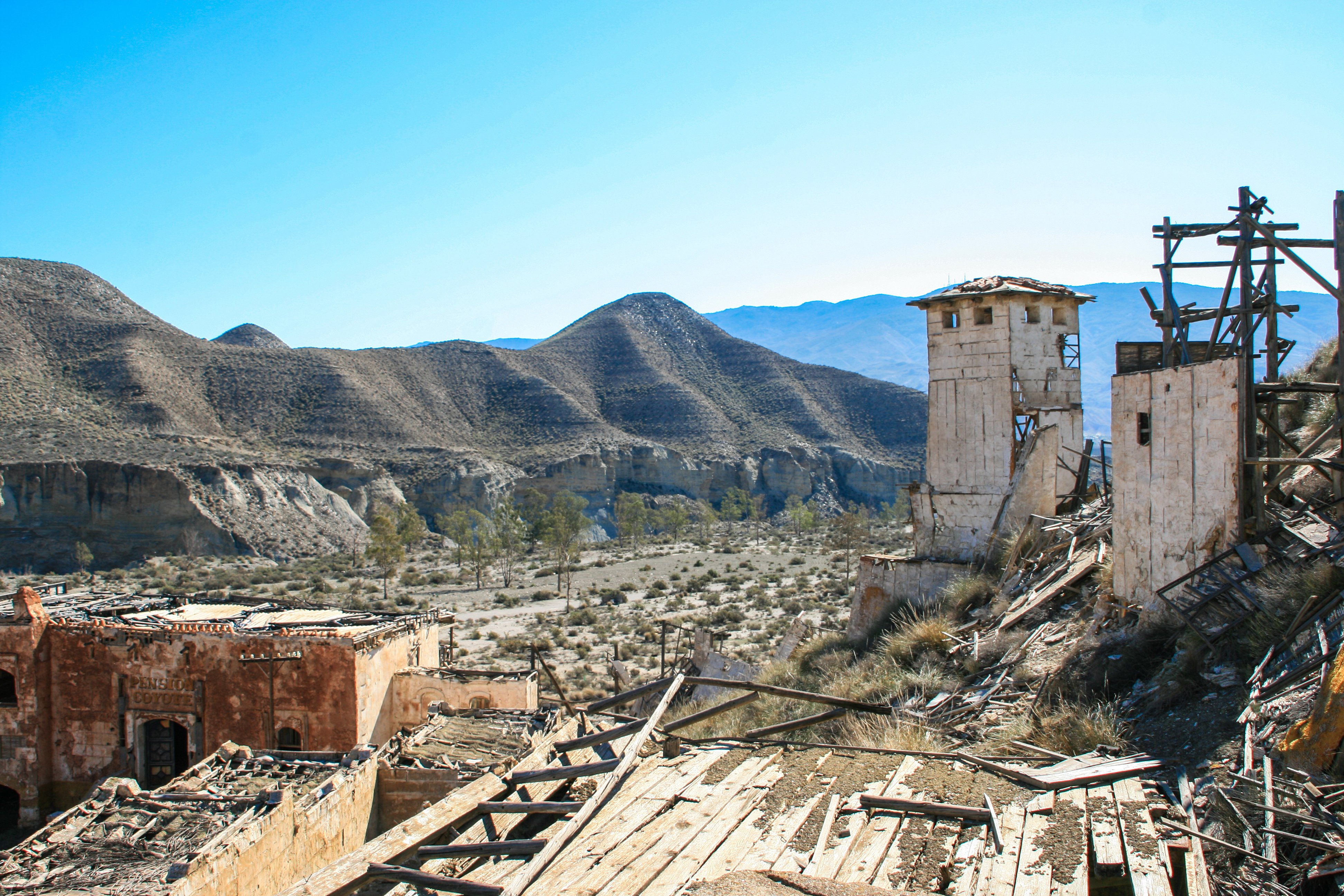
Pozostałości planu filmowego zbudowanego na potrzeby filmu El Condor z 1970 r.

Pustynia Tabernas była popularnym planem zdjęciowym dla wielu filmów (ok. 500), w szczególności dla spaghetti westernów w drugiej połowie XX wieku. Najbardziej znanymi westernami kręconymi tam była trylogia Sergia Leone z Clintem Eastwoodem w roli głównej: Za garść dolarów (1964), Za kilka dolarów więcej (1965) i Dobry, zły i brzydki (1966). Poza tym nagrywano tutaj m.in. Lawrence z Arabii (1962), Conan Barbarzyńca (1982) czy Indiana Jones i ostatnia krucjata (1989).
Trzy, ze zbudowanych podczas produkcji westernów na tym obszarze kopii miasteczek znanych z dzikiego zachodu, funkcjonują obecnie jako atrakcje turystyczne.